# La seconda possibilità
La seconda possibilità è il sesto album del gruppo punk italiano Porno Riviste.

## Tracce
1. Pornogalera
2. Kamikazen
3. Un piede nel vuoto
4. Senza fiato
5. Voglio stare male
6. Voglio un cane
7. 1 di voi
8. In mezzo a tutto questo
9. Un insetto
10. Stanze vuote
11. Dimmi

## Formazione
- Tommi - chitarra, voce
- Dani - chitarra, voce
- Marco  - basso
- Becio - batteria